# والدو راندپره
والدو راندپره (انگلیسی: Valdo Randpere؛ زادهٔ ۴ فوریه ۱۹۵۸) خواننده، سیاستمدار و نماینده مجلس اهل استونی است.